# Đồng(I) acetylide
Đồng(I) acetylua (còn viết là cuprơ acetylua) là một hợp chất với công thức hóa học Cu2C2. Dù chưa được nghiên cứu tinh thể học tia X, hợp chất này được biết ít nhất từ năm 1856. Dạng phổ biến là monohydrat với công thức Cu2C2·H2O – một chất rắn màu đỏ nhạt, dễ nổ khi khô.

## Cấu trúc
Đồng(I) acetylua là một muối của anion acetylua C22− và cation đồng(I) Cu+. Nó tương tự như bạc acetylua và calci carbide, mặc dù nó không được gọi là carbide trong hóa học.

## Tổng hợp
Đồng acetylua có thể được điều chế bằng cách đưa khí acetylen qua dung dịch đồng(I) chloride với sự hiện diện của amonia:
C2H2 + 2CuCl + 2NH3 → Cu2C2↓ + 2NH4Cl
Acetylua sau đó tách ra dưới dạng một chất kết tủa đỏ.

## Thuộc tính
Khi khô, đồng(I) acetylua là chất gây nổ với nhiệt và độ nhạy cao, nhạy hơn bạc acetylua. Đồng(I) acetylua có thể tạo thành bên trong các đường ống bằng đồng hoặc hợp kim có hàm lượng đồng cao, có thể gây ra vụ nổ dữ dội. Điều này đã được tìm thấy là nguyên nhân gây ra vụ nổ ở các nhà máy sản xuất acetylen và dẫn đến việc loại bỏ đồng ra khỏi các vật liệu xây dựng các nhà máy như vậy. Các chất xúc tác đồng sử dụng trong hóa dầu cũng có thể có một mức độ rủi ro trong một số điều kiện nhất định.

## Phản ứng
Đồng(I) acetylua là chất nền của Glaser coupling cho sự hình thành polyynes. Trong một phản ứng điển hình, không khí được bọt thông qua dung dịch keo của Cu2C2·H2O trong dung dịch amonia. Đồng bị oxy hóa thành Cu2+ và tạo thành một phức chất hòa tan màu xanh dương với amoni, đồng thời để lại một chất rắn màu đen. Loại thứ hai đã được khẳng định là carbyne, một hợp chất khó điều chế của cacbon, chính xác hơn về anion "polyacetylua" với các ion đồng(I) dư:
Cu+
 −C(≡C−C≡)nC− Cu+

Sự giải thích này đã gây ra tranh cãi.
Đồng(I) acetylua mới điều chế phản ứng với axit clohydric để tạo thành acetylen và đồng(I) chloride. Các mẫu đã được làm già khi tiếp xúc với không khí hoặc các ion đồng(II) giải phóng polyynes H(−C≡C−)nH cao hơn, với n từ 2 đến 6, khi bị phân hủy bởi axit clohydric. Dư lượng "cacbon" của sự phân hủy này cũng có đặc điểm quang phổ của chuỗi (−C≡C−)n. Người ta phỏng đoán rằng quá trình oxy hóa gây ra sự trùng hợp của các anion acetylua trong chất rắn thành anion loại carbyne C(≡C−C≡)nC2− hoặc polycumulene C(=C=C=)mC4−.
Sự phân hủy nhiệt của đồng(I) acetylua trong chân không không gây nổ và để lại đồng ở dạng bột mịn ở đáy bình, đồng thời lắng đọng một lớp bột cacbon rất mịn trên thành bình. Trên cơ sở dữ liệu quang phổ, loại bột này được cho là carbyne C(−C≡C−)nC chứ không phải là graphit như được dự đoán.

## Ứng dụng
Mặc dù thực tế không hữu ích do nó có độ nhạy cao và phản ứng với nước, đồng(I) acetylua được cho là thú vị vì nó là một trong số rất ít chất nổ không giải phóng bất kỳ sản phẩm khí nào khi kích nổ.
Sự tạo thành đồng(I) acetylua khi cho một khí đi qua dung dịch đồng(I) chloride được dùng làm dấu hiệu nhận biết acetylen.
Phản ứng giữa Cu+ và alkyne chỉ xảy ra khi có mặt hydro đầu cuối (vì nó có tính axit nhẹ). Do đó, phản ứng này được sử dụng để xác định các alkyne cuối.